# Alden J. Laborde
Alden J. Laborde, genannt Doc Laborde, (* 18. Dezember 1915 in Marksville (Louisiana); † 6. Juni 2014 in New Orleans) war ein US-amerikanischer Pionier der Offshore-Technik und Unternehmer.

## Leben
Laborde war der Sohn von Lehrern und begann 1932 in der Großen Depression an der Louisiana State University zu studieren. Nebenbei absolvierte er die Reserveoffiziersausbildung (ROTC) und war 1934 bis 1938 auf der Naval Academy in Annapolis. Sein nach den damaligen Maßstäben nicht ganz optimales Sehvermögen verhinderte aber eine Karriere in der US-Marine. Im Zweiten Weltkrieg kommandierte er kleinere Schiffe, bildete Reserveoffiziere aus und war Ingenieur auf Konvoi-Begleitschiffen. Nach dem Krieg war er in der sich im Golf von Mexiko entwickelnden Offshore-Ölförderungsindustrie, zunächst bei Kerr-McGee Oil Industries in Morgan City in Louisiana als Aufseher für das Offshore-Geschäft. Das Ölbohren im Golf von Mexiko begann in den 1930er Jahren, nahm aber erst nach dem Krieg seinen Aufschwung, nachdem Rechtsprobleme (Tidelands Controversy) geklärt waren und nach dem Anschub durch die gesteigerte Ölnachfrage im Zweiten Weltkrieg. Die beteiligten Ölbohr-Firmen hatten meist ihre Erfahrungen an Land gesammelt und mussten erst Offshore-Erfahrung sammeln.
Er entwickelte eine schwimmende, transportable Ölbohrplattform (englisch Submersible Rig) um die bis dahin benutzten ortsfixierten Bohrplattformen zu ersetzen und gründete, nachdem Kerr-McGee diese nicht bauen wollte, mit John Barnsdall (Entwickler einer nach ihm benannten Ölbohrplattform Barnsdall Rig (1949)  und Inhaber des allgemeinen Patents auf das Verfahren schwimmbarer Ölplattformen) und mit finanzieller Unterstützung von Charles Murphy von der Murphy Oil Company in El Dorado (Arkansas) eine eigene Firma (ODECO, Ocean Drilling and Exploration Company). Die Plattform (genannt Mr. Charlie nach dem Gründer von Murphy Oil) wurde auf der Alexander-Werft in New Orleans gebaut und 1954 von Shell zum Ölbohren im Mississippi-Delta für 6000 Dollar pro Tag gemietet und war danach über drei Jahrzehnte in Betrieb. Die erste Verwendung fand große Medienaufmerksamkeit. Neben weiteren Ölbohrplattformen bei ODECO, darunter auch eine der ersten Halbtaucher-Bohrinseln für größere Wassertiefen (Ocean Driller 1963), entwickelte er auch spezielle Versorgungsschiffe für die Ölindustrie und gründete mit Partnern (darunter zwei seiner Brüder) Tidewater in New Orleans, die zur größten Reederei für Offshore-Versorgungsschiffe wurde mit bis zu 350 Schiffen. 1977 ging er offiziell in den Ruhestand, war aber weiter aktiv zum Beispiel bei der Gründung von Gulf Island Fabrication, dessen CEO er 1986 bis 1990 war und in dessen Aufsichtsrat er bis 2012 war.
1985 wurde er von Fortune Magazine  in die National Business Hall of Fame aufgenommen. Er war philanthropisch vor allem bei der katholischen Kirche aktiv und guter Freund des ehemaligen Erzbischofs von New Orleans Philip Hannan.
Nach einem Interview im Offshore Magazine gab Laborde auch George H. W. Bush Starthilfe bei der Gründung von dessen Offshore-Bohrgesellschaft Zapata Off-Shore (Zapata Petroleum Company), mit deren Verkauf Bush die Anfänge seine Politikerkarriere finanzierte.
Noch während des Zweiten Weltkriegs heiratete er Margaret Bienvenue und hatte mit ihr zwei Söhne und drei Töchter.

## Schriften
- My life and times, Laborde Printing Corp. 1997